# Spalona Góra (Wyżyna Częstochowska)
Spalona Góra (427 m) – wzniesienie na granicy miejscowości Niegowonice i Grabowa w województwie śląskim, w powiecie zawierciańskim, w gminie Łazy. W literaturze turystycznej lokalizowane jest w paśmie wzniesień zwanym Pasmem Smoleńsko-Niegowonickim. W regionalizacji geograficznej Polski według Jerzego Kondrackiego znajduje się na Wyżynie Ryczowskiej będącej częścią Wyżyny Częstochowskiej, ta zaś wchodzi w skład Wyżyny Krakowsko-Częstochowskiej.
Spalona Góra jest porośnięta lasem. Pas łąk znajduje się tylko po jej północnej stronie. W budujących Spaloną Górę wapiennych skałach znajduje się obiekt jaskiniowy Mały Meander.
W odległości około 380 m na zachód od Spalonej Góry jest wzniesienie Kromołowiec ze Skałami Niegowonickimi, a w odległości około 320 m na północny wschód Okrąglica.